# Vinni (bourg)
Pour les articles homonymes, voir Vinni.
Vinni est un petit bourg de la commune de Vinni du comté de Viru-Ouest en Estonie.
Au 31 décembre 2011, il compte 927 habitants.